# 北碚圖書館
北碚图书馆位于重庆市北碚区公园村26号，是由著名实业家卢作孚于1928年创立。以藏量宏富的古籍善本、字画碑帖、民国文献著称全国，是全国古籍保护重点单位，也是重庆市藏量最多的区县图书馆。

## 历史
- 1928年，由著名实业家卢作孚先生创办峡区图书馆，藏书400余册，馆址设在濒临嘉陵江畔的北碚关庙，此后，随着图书、报刊、杂志增多，相继在澄江、黄桷、水土、蔡家等镇设立分馆和民众书报阅览室，并增设儿童阅览室。
- 1945年，原北碚民众图书馆、西部科学院图书馆、民生公司图书馆合并组成“北碚图书馆”，并成立理事会，选出晏阳初、卢作孚等十五人为理事，张从吾为馆长。后馆址迁入风景优美、建筑典雅的公园路十号大红屋（今图书馆红楼）面积1347平方米。
- 1949年北泉图书馆藏书并入，使全馆藏书达24万余册，成为重庆市一所大型的公共图书馆。
- 1951年8月，北碚图书馆被划给川东行署，更名“川东人民图书馆”。
- 1955年北碚图书馆与重庆图书馆合并，更名为“重庆图书馆北碚分馆”。
- 1956年重庆图书馆北碚分馆归还北碚，恢复北碚图书馆名称。

## 紅樓
北碚图书馆有一棟著名的红楼，該樓由卢作孚先生于民國廿一年组织修建，最初作為为中国西部科学院和兼善学校校舍。抗日战争时期为中央银行北碚办事处。
民國卅四年抗战胜利后，中央银行北碚办事处撤銷。紅樓于民國卅五年開始給北碚图书馆使用，现为北碚图书馆历史资料部。

## 特色馆藏
北碚图书馆馆藏文献60余万册，其中历史文献近30万册，馆藏的21种6840册古籍入选《国家珍贵古籍名录》。
同时收藏有大量抗战资料，国民政府资料，卢作孚资料，地方志。该馆所藏新旧报刊共计五千余种，其中共和国建国前133种。
- 《国民公报》

此报民元前一年创刊于成都，此后一直出到1950年2月终刊。前后历时将近三十八年，（实际出版35年11个月又22天）中间历经辛亥革命和国共内战两个历史阶段，为四川省内出版历时最长的大报。
- 《嘉陵江日報》

馆藏卢作孚先生创办的《嘉陵江日报》为全国保存最全的一份。此报虽在北碚出版，报导范围远及嘉陵江上游和下川东地区，是附近各县修志经常利用的资料。
- 《新华日报》

该馆馆藏大量原版新华日报，1964年北京图书馆将该报刊征调并重新影印，现仅存影印件。
- 《新蜀報》

该报由卢作孚先生在北碚创办，初名《嘉陵江》，为三日刊，后改双日刊。1931年元旦改日刊，易名《嘉陵江日报》，1948年9月1日改名《北碚日报》，卢作孚先生曾作第一任主编。本报是研究北碚地区历史发展的重要地方文献。现已由国家图书馆文献缩微复制中心拍成胶片，作了抢救性的处理。

## 參看
- 盧作孚